# Laurent Marie Chazelles de Prizy
Laurent Marie Chazelles de Prizy ( 1724 - 1808 ) fue un botánico francés. Con François Holandre (activo hacia 1780) tradujo el Dictionnaire des jardiniers et des cultivateurs, ocho vols. entre 1786 a 1789) de Philip Miller (1691-1771). La obra se completó por Supplément au Dictionnaire des jardiniers, qui comprend tous les genres et les espèces de plantes non détaillées dans le Dictionnaire de Miller, dos vols. 1789-1790.
- La abreviatura «Chaz.» se emplea para indicar a Laurent Marie Chazelles de Prizy como autoridad en la descripción y clasificación científica de los vegetales.[3]